# Henrik Hovard Ekmann
Henrik Hovard Ekmann (* 31. Januar 1943 in Sjørring, Thy; † 2023) war ein dänischer Militär im Rang eines Generalleutnants und ein Geschäftsmann.

## Leben
Im Alter von neunzehn legte er 1962 ein mathematisches Studienexamen ab und begann eine Woche später seinen Wehrdienst beim Dronningens Livregiment in Aalborg. Von 1963 bis 1966 besuchte er die Hærens Officersskole. Als Berufssoldat blieb er bis 1972 beim Dronningens Livregiment. Es folgte eine militärische Weiterbildung in den USA. Danach war er unter anderem bei Den Kongelige Livgarde tätig. Von 1985 bis 1986 war er Abteilungsleiter im Forsvarskommandoen (Verteidigungskommando), danach Büroleiter im Forsvarsministeriet. Von 1988 bis 1991 kommandierte er die 3. Jyske Brigade. Es folgten die Leitung des Materialstabs im Forsvarskommandoen und das Kommando der Jyske Division. Von 1995 bis 1998 leitete er das Hærens Materielkommando (Materialkommando des Heeres).
Von 1998 bis 1999 war er der letzte Kommandeur des Korps Alliierte Landstreitkräfte Schleswig-Holstein und Jütland in Rendsburg und von 1999 bis 2001 der erste Kommandeur des Multinationalen Korps Nord-Ost in Stettin. Ab 2001 leitete er den Kontrolstab des Forsvarskommandoen.
Nach seiner Pensionierung zu seinem 60. Geburtstag im Jahr 2003 übernahm er in der folgenden Woche den Posten des CEO bei der dänischen Militär-Elektronikfirma Mærsk Data Defence, die nach der Übernahme durch den schwedischen Rüstungskonzern Saab im Jahr 2006 als Saab Danmark firmiert. Von 2006 bis 2020 gehörte er dem Vorstand von Saab Danmark an.